# Захаров, Виталий Николаевич
Виталий Николаевич Захаров (1941—1982) — советский чувашский писатель, журналист и переводчик.

## Биография
Родился 23 февраля 1941 года в деревне Средние Татмыши Канашского района Чувашской АССР.
Учился в родной деревне и в 1952 году вместе с родителями переехал в Порецкий район. Окончив в 1957 году Сиявскую среднюю школу, уехал на строительство Братской ГЭС, где работал бетонщиком (1957—1958). Вернувшись домой, работал в совхозе «Засурский» заведующим сельским клубом, затем — учётчиком на ферме и спорторганизатором.
В 1960 году поступил на историко-филологический факультет Чувашского государственного педагогического института им. И. Я. Яковлева. Окончил его заочно, работая литературным сотрудником редакции республиканской газеты «Молодой коммунист». В 1963—1966 годах служил в Советской армии. После демобилизации вернулся в редакцию газеты «Молодой коммунист», а в январе 1968 года перешел на работу в бюро пропаганды художественной литературы Союза писателей Чувашии. Работал редактором-составителем альманаха «Дружба», был литературным консультантом, с 1968 года — директором бюро пропаганды художественной литературы и заместителем председателя правления Союза писателей Чувашии. В 1973 году стал членом Союза писателей СССР, в 1979 году окончил Высшие литературные курсы Союза писателей СССР.
Начал заниматься литературной деятельностью в 1957 году, когда на страницах газет «Молодой коммунист» и «Советская Чувашия» были опубликованы его первые рассказы. Затем печатался в коллективных сборниках. Автор книг «Сердце человека» (1968), «Пуд соли» (1972), «Бессонница» (1975), «Нюринге» (1978), «Железины» (1981), «Раскаты» (1984) и других. Кроме литературных сочинений Виталий Николаевич занимался художественными переводами произведений чувашских писателей А. Артемьева, А. Eмельянова, В. Игнатьева, Г. Краснова на русский язык.
В 1980 году стал лауреатом премии комсомола Чувашии им. М. Сеспеля.
Умер 19 сентября 1982 года в Чебоксарах. 

## Семья и личная жизнь
Был женат на писательнице В. А. Ильиной.

## Память
В Чебоксарах в доме по улице Ахазова, где жил В. Н. Захаров, ему установлена мемориальная доска.